# Charles Hay, 13. Earl of Erroll
Charles Hay, 13. Earl of Erroll (* um 1680; † 16. Oktober 1717) war ein schottisch-britischer Peer und Politiker.

## Leben
Er war der älteste Sohn des John Hay, 12. Earl of Erroll (um 1635–1704), aus dessen Ehe mit Lady Anne Drummond (1656–1707), Tochter des James Drummond, 3. Earl of Perth. Als Heir apparent seines Vaters führte er zu dessen Lebzeiten den Höflichkeitstitel Lord Hay.
Als am 30. Dezember 1704 sein Vater starb, erbte er von diesem die schottischen Adelstitel als 13. Earl of Erroll und 14. Lord Hay, das Staatsamt des Lord High Constable of Scotland und die Chiefwürde des Clan Hay. Mit den Adelstiteln war ein Sitz im schottischen Parlament verbunden, den er am 28. Juni 1705 feierlich einnahm.
Vom 12. November 1705 bis zu seinem Rücktritt am 14. Mai 1716 hatte er das Amt des Kanzlers des King’s College der Universität Aberdeen inne.
Er setzte sich leidenschaftlich gegen die Vereinigung der Königreiche England und Schottland zum Königreich Großbritannien im Act of Union 1707 ein, stimmte bei jeder Gelegenheit dagegen und gab dazu am 7. Januar 1707 eine deutliche Protestnote im Parlament zu Protokoll. Er galt als so unzufrieden, dass er 1708, obwohl er sich in einem schlechten Gesundheitszustand befand, unter dem Verdacht des Hochverrats in Edinburgh Castle inhaftiert wurde, als eine Invasion der Jakobiten drohte. Der exilierte jakobitische Thronprätendent James Stuart hatte ihn im März 1705 als Knight Companion des Distelordens ausgezeichnet.
Durch die Auflösung des schottischen Parlaments durch den Act of Union 1707 büßte Hay in seinem Staatsamt des Lord High Constable of Scotland seine parlamentarischen Amtsaufgaben ein. Anlässlich der Krönung König Georgs I., 1714, wurde entschieden, dass er in dessen Krönungsprozession rechts neben dem ranggleichen Lord High Constable of England gehen solle, Hay blieb jedoch der Krönung fern und verbrachte die Jahre 1712 bis 1715 im Exil auf dem Kontinent.
Da er unverheiratet und kinderlos blieb und seine beiden jüngeren Brüder jung gestorben waren, fielen seine Adelstitel bei seinem Tod, 1717, an die ältere seiner beiden Schwestern Lady Mary Hay als 14. Countess of Erroll.